# Kachkhataou
Kachkhataou (en russe : Кашхата́у, en karatchaï balkar : Къашхатау, en kabarde : Къашхьэтау) est un village du raïon du Tcherek de la Kabardino-Balkarie, en Russie. Sa population s'élevait à 6 417 habitants en 2023.

## Géographie
Kachkhataou est située dans la république de Kabardino-Balkarie, un sujet de Ciscaucasie de la Russie. Le village se trouve dans le district fédéral du Caucase du Nord. Kachkhataou est l'une des localités du raïon du Tcherek, une subdivision de la république dont le centre administratif est le village de Kachkhataou. Le village forme l'établissement urbain de Kachkhataou, une municipalité dont il est la seule localité.

## Démographie
Recensements (*) et estimations de la population:
| 2002 * | 2010* | 2021* | 2023  | - |
| ------ | ----- | ----- | ----- | - |
| 5 211  | 5 295 | 6 358 | 6 417 | - |